# Communauté de communes du Bazois
La communauté de communes du Bazois est une ancienne communauté de communes française, située dans le département de la Nièvre et la région Bourgogne-Franche-Comté.
Elle fait également partie du Pays Nivernais-Morvan.

## Géographie
À la périphérie du massif montagneux du Morvan, s'étendent les dépressions péri-morvandelles, constituées de plaines sédimentaires marno-calcaires aujourd'hui herbagères et taillées dans le lias. Ces plaines sont à l'ouest le Bazois, au nord la Terre-Plaine, au nord-est l'Auxois. L'ample couloir du Bazois correspond ainsi à une de ces dépressions marneuses et explique l'étymologie du nom qui viendrait de bas et oes, vallées et pâturages, Bazois signifiant les plaines pâturées basses.

## Historique
La communauté de communes du Bazois fut créée par arrêté préfectoral le 10 décembre 1997 pour une prise d'effet officielle au 1er janvier 1998.
En janvier 2009, 6 communes composées de Achun, Brinay, Châtillon-en-Bazois, Mont-et-Marré, Ougny et Tintury ont intégré l'intercommunalité.
Le 1er janvier 2013, la commune de Chougny rejoint l'intercommunalité, ce qui porte à 15 le nombre de communes adhérentes.
Par arrêté préfectoral du 17 novembre 2016, elle fusionne le 1er janvier 2017 avec d'autres communautés de communes pour former la nouvelle intercommunalité du Bazois Loire Morvan.

## Composition
Elle était composée des 15 communes suivantes:
- Achun
- Alluy
- Aunay-en-Bazois
- Biches
- Brinay
- Châtillon-en-Bazois
- Chougny
- Dun-sur-Grandry
- Limanton
- Montapas
- Mont-et-Marré
- Montigny-sur-Canne
- Ougny
- Tamnay-en-Bazois
- Tintury

## Administration

### Présidents
| Période   | Identité         | Qualité                             | Parti |
| --------- | ---------------- | ----------------------------------- | ----- |
| 2008-2013 | Bernard Martin   | Maire de Biches, Conseiller général | PS    |
| 1998-2008 | Eugène Teisseire | PS                                  |       |

### Sources
- Le SPLAF (Site sur la Population et les Limites Administratives de la France)
- La base ASPIC